# Nadace Serralves
Nadace Serralves (portugalsky Fundação de Serralves [fũdɐˈsɐ̃w də səˈʁaɫvəʃ]) je kulturní instituce v portugalském městě Porto. Zahrnuje Muzeum moderního umění (Museu de Serralves), park (Parque de Serralves) a vilu (Casa de Serralves). Stavby jsou příkladem modernistické architektury a stylu art deco. Muzeum navržené portugalským architektem Álvarem Siza Vieirou je jedním z nejvýznamnějších muzeí současného umění v Evropě a patří mezi 100 nejnavštěvovanějších muzeí na světě.

## Nadace
Posláním umělecké nadace Serralves je „přitáhnout pozornost široké veřejnosti k modernímu umění, architektuře a přírodě a zároveň vzbudit zájem o současné společenské problémy.“ Nadace vznikla v roce 1989 a patří do ní Muzeum moderního umění navržené Álvarem Siza Vieirou, jenž za něj v roce 1992 získal Pritzkerovu cenu za architekturu, dále vila Casa de Serralves, která představuje jedinečný příklad stylu art deco, a park Parque de Serralves, jenž v roce 1997 vyhrál cenu Henryho Forda za ochranu životního prostředí (Henry Ford Prize for the Preservation of the Environment). Všechny nemovité objekty Serralves (vila, park, Muzeum moderního umění, auditorium a knihovna) byly v roce 1996 díky svému architektonickému významu klasifikovány jako „budovy veřejného zájmu“ a v roce 2012 se staly národní kulturní památkou.
Serralves se zabývá aktivitami, které lze rozdělit do 5 oblastí: umělecká tvorba, zvyšování povědomí a vzdělávání veřejnosti, životní prostředí, uvažování o současné společnosti a kreativní ekonomie.
- Umělecká tvorba klade důraz na výtvarné umění skrze prezentaci přední mezinárodní umělecké sbírky a výstav, jejichž program zahrnuje prominentní portugalské a zahraniční umělce, a kromě toho také představuje múzická umění a filmové cykly, jež ho doplňují a obohacují.
- Zvyšování povědomí a vzdělávání veřejnosti se dosahuje pomocí inovativních programů, které jsou navrženy pro všechny typy a věkové kategorie návštěvníků, jako je například každoroční festival současného umění Serralves em Festa.[8]
- Vztah k životnímu prostředí je zvýrazněn vyzdvihnutím Parku jako veřejné odpočinkové zóny, která spojuje umění a krajinu.[9]
- Reflexe o současné společnosti se buduje pomocí diskuze a zkoumání klíčových problémů současnosti ve vztahu k umění, společenským vědám, experimentální vědě a politice.
- V oblasti kreativní ekonomie má Nadace průkopnickou roli: vytvořila první inkubační program kreativní ekonomie v Portugalsku s názvem INSERRALVES a aktivně se zasazuje o to, aby se severní region stal prvním místem v Portugalsku, kde se tyto projekty seskupí. Kreativní ekonomií se v severním Portugalsku zabývá agentura ADDICT (Agência para o Desenvolvimento das Indústrias Criativas, česky Agentura pro rozvoj kreativní ekonomie).

Správní model nadace uzavírá partnerství se zakladateli a usnadňuje spolupráci se státem. V roce 2021 čítaly řady zakladatelů několik desítek společností, právnických osob a dalších institucí. Speciální status patrona je vyhrazen pro ty, kteří na Serralves pravidelně přispívají finančními částkami do ročního fondu.
Současnou prezidentkou Nadace Serralves je Ana Pinho, která se do čela instituce postavila již potřetí.

### Historie
Bezprostředně po karafiátové revoluci v roce 1974 bylo Porto místem, kde se projevovalo několik společenských směrů, které vyžadovaly prostory pro svou uměleckou tvorbu. Klíčovou roli v upevnění pozice uměleckého vesmíru v Portu měl význam několika iniciativ, zejména Centra moderního umění (dnes Muzea Calousta Gulbenkiana), které bylo spravováno Fernandem Pernes a které zůstalo činné až do roku 1980. Tehdejší ministryně kultury, Teresa Patrício Gouveia, tyto úspěchy ocenila, když si Porto vybrala jako budoucí místo pro národní muzeum moderního umění. Pro tento účel stát pozemek v roce 1986 odkoupil. V témže roce byla ustanovena zakládající komise, jejímiž členy byli Jorge Araújo, Teresa Andresen a Diogo Alpendurada a která existovala až do roku 1989, kdy byla založena Nadace Serralves. Založení Nadace, dle portugalského zákona č. 240-A/89 z 27. července, znamenalo začátek inovativního partnerství mezi státem a občanskou společností, v té době zastoupenou 51 subjekty z veřejného i soukromého sektoru.
Nadace v březnu 1991 podepsala s architektem Álvarem Siza Vieirou smlouvu o návrhu budovy Muzea. Muzeum bylo slavnostně otevřeno 6. června 1999.
Aby Nadace Serralves zvládla pojmout uměleckou sbírku (v roce 2014 čítala zhruba 4000 prací), v roce 2008 vyhlásila mezinárodní architektonickou soutěž na návrh multifunkční budovy a zároveň odnože muzea Pólo Serralves 21, která měla být umístěna ve městě Matosinhos na bývalém pozemku společnosti Efanor vyrábějící textil, která byla ve vlastnictví společnosti Sonae založené Belmirem de Azevedo. Architekti Kazuyo Sejima a Ryue Nishizawa z japonského studia SANAA (v roce 2012 obdrželo Pritzkerovu cenu) navrhli vítězný projekt, avšak kvůli nedostatku financí a nesouhlasu od vedení Matosinhos byl projekt v roce 2010 zrušen.
V září 2014 Álvaro Vieira představil rozšiřující návrh, který transformací garáže vily rozšířil pozemek Serralves o budovu Casa do Cinema Manoel de Oliveira.

## Muzeum moderního umění
Muzeum Serralves bylo otevřeno v roce 1999, a v Portu se tak objevil prostor věnovaný současnému umění. Program kombinuje produkci interních výstav a spolupráci s uznávanými zahraničními institucemi, což umožňuje oběh prací jak Portugalských, tak zahraničních umělců. Výstavy – obvykle souběžně probíhají tři – se pořádají čtyřikrát ročně.

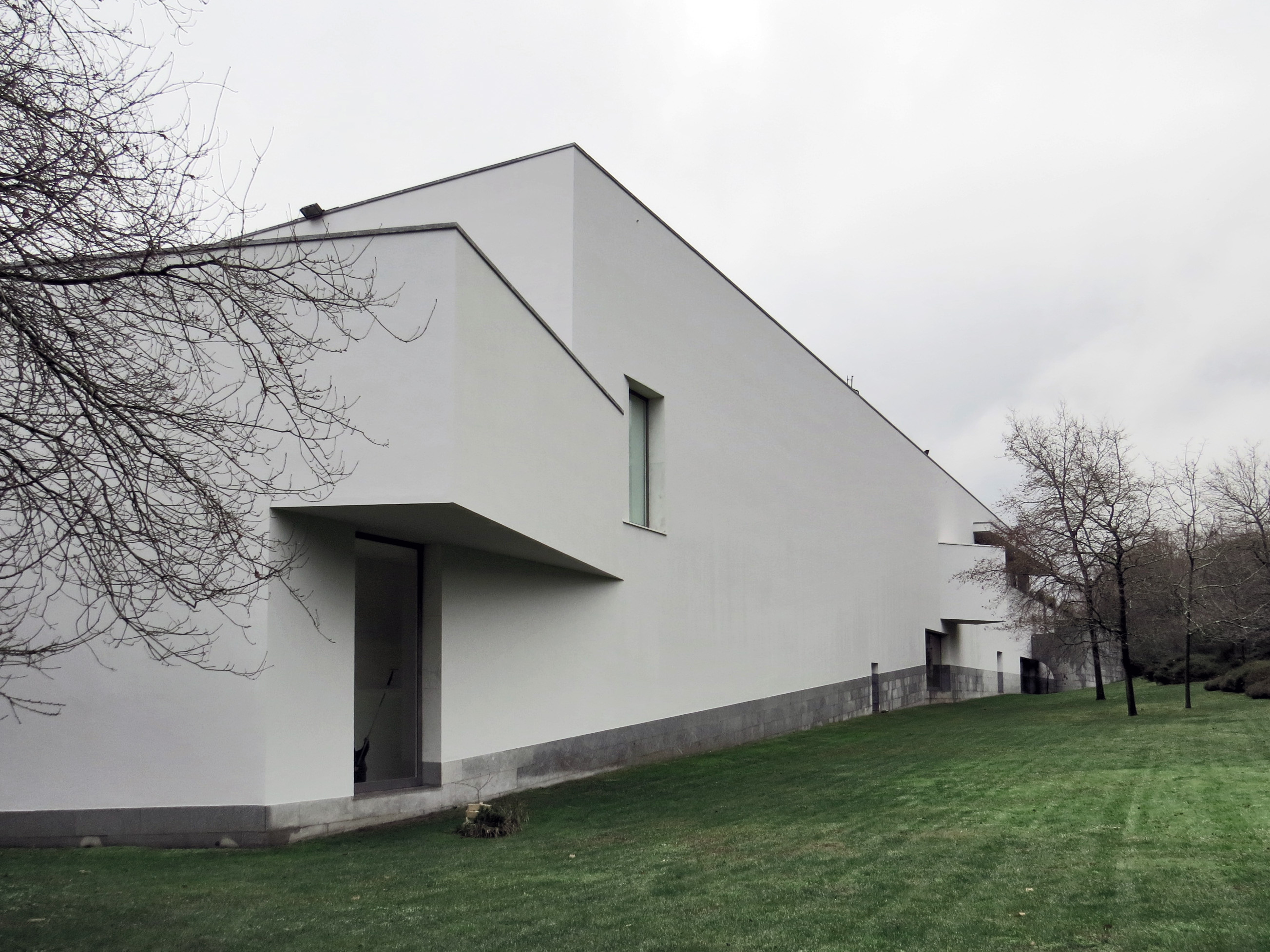
Budova Muzea moderního umění

Od slavnostního otevření budovy Muzea v roce 1999 navštívilo prostory Nadace Serralves přibližně 10,9 milionů návštěvníků (data z roku 2020 Archivováno 20. 1. 2023 na Wayback Machine.) všech věkových kategorií z různých koutů Portugalska a světa. Tyto výsledky umisťují Nadaci na první místo mezi portugalskými muzei a mezi nejnavštěvovanější evropská muzea moderního umění podobného rázu.

### Architektura

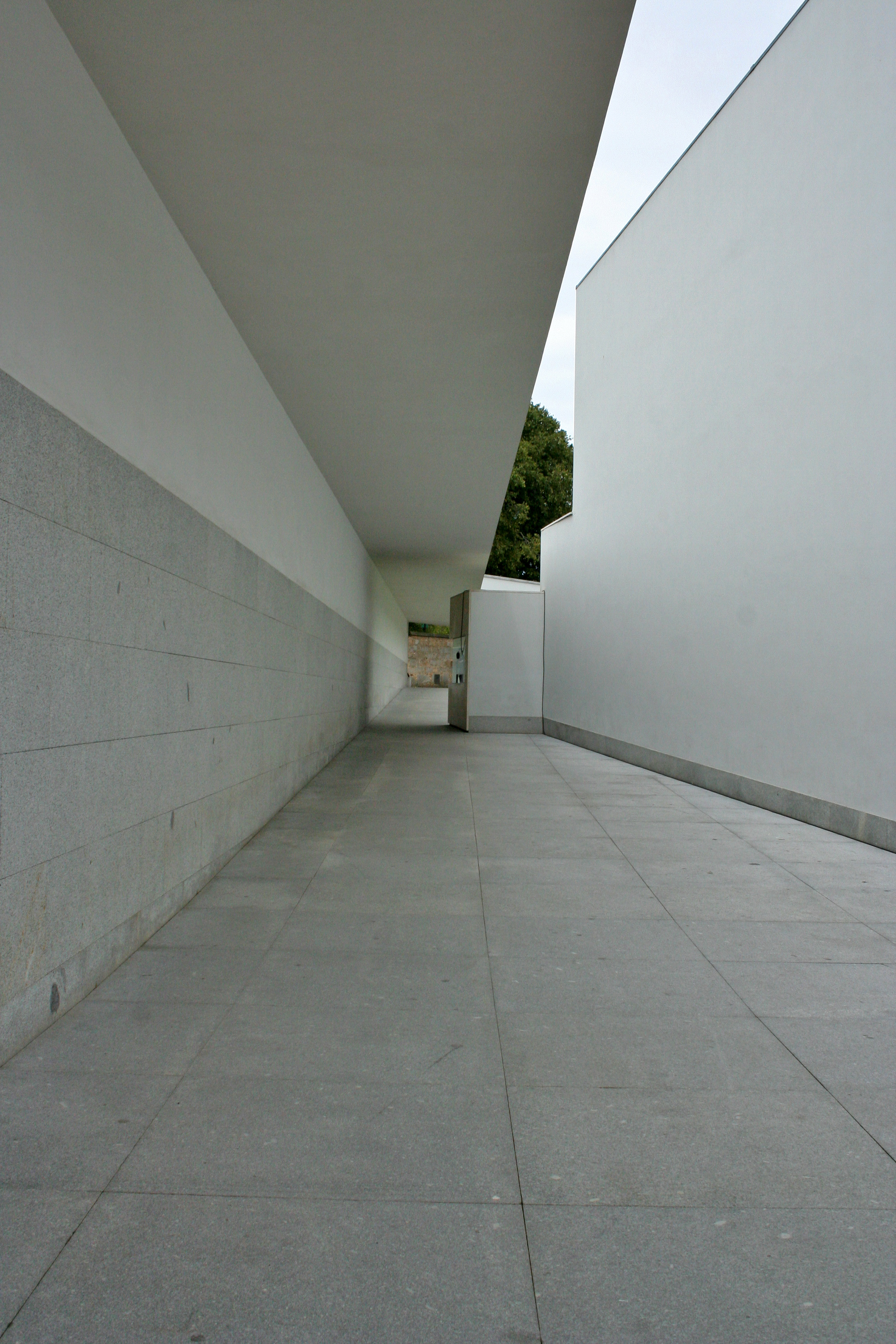
Muzeum moderního umění

Ve snaze dosáhnout svých zákonem daných cílů Nadace Serralves v březnu 1991 podepsala smlouvu s architektem Álvarem Siza Vieirou, aby vytvořil architektonický návrh muzea. O pět let později na bývalém pozemku s ovocnými sady začala stavba. Vieira měl navrhnout projekt, který by bral v potaz specifické vlastnosti fyzického prostředí a také se snažil o začlenění do okolní krajiny. Muzeum moderního umění je hlavním výstavním prostorem Nadace a přímo interaguje také s parkem, kde se nachází několik instalací a soch.Budova s rozlohou 13 tisíc m², jež představuje 4,5 tisíce m² výstavního prostoru ve 14 galeriích, své dveře veřejnosti otevřela v roce 1999, ústředí Nadace bylo ve vile Casa de Serralves. V roce 2000 se pak dostavělo auditorium.
Půdorys budovy sleduje přímku sever-jih, prostřední hlavní část dělí do dvou křídel terasa, a vytváří tak strukturu do stavu písmene U, doplněnou konstrukcí ve tvaru písmene L, což mezi ní a hlavní budovou vytváří druhou terasu. Tato terasa slouží jako hlavní vchod do Muzea, a je také propojená se zahradami a podzemním parkovištěm. Výstavní sály a úschovné prostory pro výtvarné práce se rozprostírají na třech patrech budovy. Na horním patře se také nachází restaurace, posezení a další prostory. V přízemí je vchod, výstavní prostory a knihkupectví a v nejnižším patře je umístěna knihovna a auditorium. Přístup do pater usnadňuje atrium čtvercového tvaru, které se nachází v přízemí vedle recepce, šaten a informací. Kromě toho je v budově prostor pro workshopy a různé další aktivity, které nabízí tamní vzdělávací služby, obchod se suvenýry a velká terasa s výhledem na přilehlý park.
Stejně jako ve většině svých budov, i v této architekt Vieira navrhl také nábytek a doplňky, včetně svítidel, zábradlí, kulových klik a systému značek. Materiály zahrnují tvrdé dřevo na podlahy, šeps na stěnách s mramorovými lištami ve výstavních sálech a stěny exteriéru jsou obloženy kameny či štukovanou omítkou.

### Sbírky a výstavy
Muzeum otevřelo sbírkou s názvem „Circa 1968“, která vyzdvihovala především události 60. a 70. let: politické, sociální a kulturní celosvětové změny, které vedly k novým uměleckým podnětům a nastartovaly postmoderní éru. V Portugalsku toto období představovalo přechod k experimentálnímu umění a začátek uměleckého dialogu mezi portugalskými a zahraničními umělci.
Jádro sbírky tedy tvoří moderní umění od 60. let až po současnost a dnes zahrnuje více než 4300 prací, z nichž je více než 1700 ve vlastnictví Nadace Serralves a přes 2600 dalších pochází od soukromých i veřejných sběratelů a také darů. Muzeum nemá žádné stálé výstavy, ale každý rok organizuje nové expozice od pozvaných umělců. V posledních letech mezi ně patřili například Álvaro Lapa, Jorge Pinheiro, Franz West, Roni Horn, Claes Oldenburg, Coosje van Bruggen, Richard Hamilton, Christopher Wool, Luc Tuymans, Monir Shahroudy Farmanfarmaian a Ana Jotta. Financování výstav si Serralves rozděluje například s Muzeem amerického umění Whitneyové v New Yorku, s Whitechapel Gallery v Londýně či Muzeem Ludwigových v Kolíně nad Rýnem.
Od roku 2003 se v knihovně nachází stropní instalace „Mário Pedrosa“: 77 skleněných glóbů ruční výroby od Tobiase Rehbergera.
Sbírka Serralves má za cíl neustále vyhledávat nové podněty a rozvíjet se, což se snaží zaměřením se na uměleckou tvorbu 21. století, zejména na vizuální umění performance, architekturu a díla poukazující na postkoloniální a globální povahu současnosti. Ačkoli obsahuje díla z nedávné minulosti, zaměřuje se i na přemítání o způsobu, jakým současné umění předvídá svou budoucnost.

### Ředitelé muzea
Prvním ředitelem by Vicente Todolí (narozen ve španělské Valencii v roce 1958). Nejprve pracoval jako vedoucí kurátor (1986–88), a poté i umělecký ředitel (1988–96) Institutu moderního umění ve Valencii (Instituto Valenciano de Arte Moderno). K Nadaci Serralves se přidal v roce 1996 jako ředitel zakladatelů. Spolupracoval i na plánování Vieirova projektu budovy Muzea moderního umění otevřeného o tři roky později. Jeho poslední projekt v Serralves byla první výstava malíře Francise Bacona v Portugalsku s názvem „Caged-Uncaged“ (2003).
V roce 2003 byl Vicente Todolí jmenován ředitelem muzea moderního umění Tate Modern v Londýně a v Serralves ho nahradil João Fernandes, který v Muzeu pracoval již od jeho otevření v roce 1999. Pod jeho vedením výstavy v Serralves zahrnovaly například expozici od Roberta Rauschenberga „Travelling '70–'76“ (2008) a expozici „One Hundred Fish Fountain, 2005“ (2008) od Bruce Naumana.
V roce 2013 Joãa Fernandese nahradila britská umělecká historička Suzanne Cotter, bývalá kurátorka Guggenheimova muzea umění v Abu Dhabi.
V roce 2019 Suzanne Cotter nahradil Francouz Philippe Vergne.

## Vila Casa de Serralves

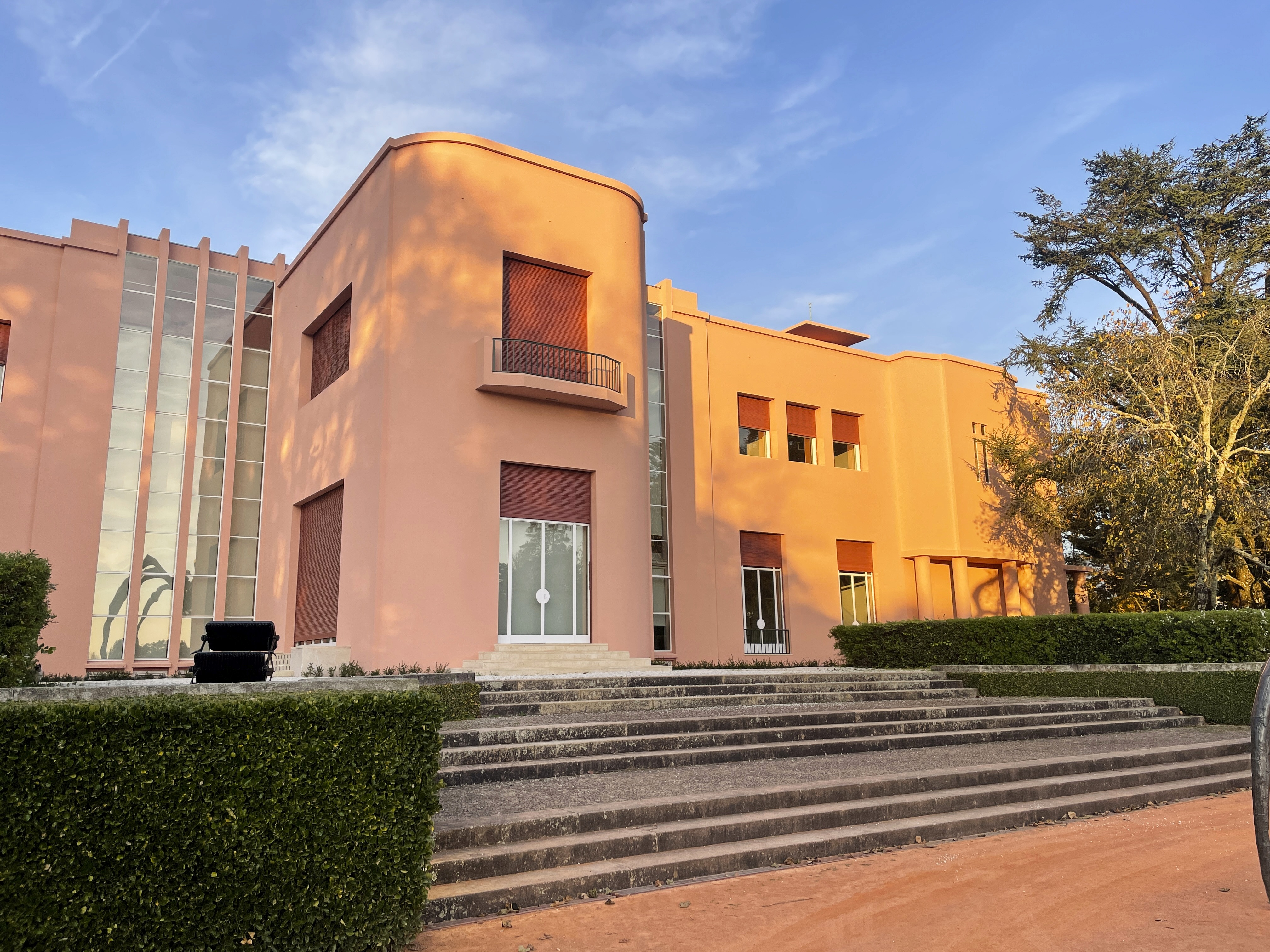
Vila Casa de Serralves

Casa de Serralves je vila a zároveň muzeum, které se nachází přímo v parku Serralves. Vilu nechal postavit mezi lety 1925–1944 druhý hrabě z Vizely Carlos Alberto Cabral na návrh architektů Portugalce Josého Marques da Silvy a Francouze Charlese Siclis. Vila je příkladem architektonického stylu „streamline moderne“ (podobnému stylu art deco) v Portugalsku, kombinuje také romatické a neoklasické prvky. Návrhu interiéru se ujali mimo jiné Francouzi Jacques Émile Ruhlmann, René Lalique, Edgar Brandt, Ivan da Silva Bruhns, Jules Leleu, Jean Perzel a Raymond Subes. Ve vile sídlí ústředí Nadace a budova slouží také jako odnož Muzea moderního umění; používá se hlavně pro dočasné výstavy.

### Historie
Casa de Serralves původně sloužil jako letní sídlo rodiny Cabralových, kteří v Portu bydleli od počátku 19. století. Diogo José Cabral (1832–1879) byl výrobcem textilu, jehož podnikání se nacházelo v portugalském regionu Ave, a k pozemku v Portu přišel tak, že si vzal Marii Emílii Magalhães. Jeho syn, Diogo José Cabral, první hrabě z Vizely (1864–1923), začal s úpravami pozemku. Zasloužil se o průmyslovou modernizaci země a svůj titul získal v roce 1900. Pozemek, ještě jako statek Quinta de Lordelo, byl zakreslen v topografické mapě z roku 1892 od Telles Ferreiry. Byl umístěn mezi řadovými domky na ulici Rua de Serralves, jejichž zadní zahrady se rozbíhaly do lesů a polí. Existují fotografie statku před rokem 1925, které podtrhují jeho obrázek jakožto honosného domku vyšší třídy s romantickou zahradou. Po smrti Dioga José Cabrala mladšího v roce 1923 domek převzal jeho 28letý syn Carlos Alberto Cabral, druhý hrabě z Vizely (1895–1968). Kromě hospodářeství zdědil také rodinný pozemek na ulici Rua de Serralves. Když Cabral hospodářství zdědil, bylo mnohem menší než dnes. Kupováním a výměnou dosáhl toho, že se území pozemku zvětšilo na konečných 18 hektarů. V mezidobí statek změnil své jméno na Quinta de Serralves. Carlos Alberto se pro kultivaci statku inspiroval uměleckými proudy, jež vzkvétaly po první světové válce mezi 20. a 40. léty, a to zejména francouzskou architekturou a francouzským dekorativním uměním, které si prohlédl na návštěvě Mezinárodní výstavy dekorativních umění a moderního průmyslu v Paříži v roce 1925. Zde se také setkal s architektem Charlesem Siclisem (1889–1942), který stojí za původní referenční malbou vily, architektem a designérem Jackquesem Émile Ruhlmannem (1879–1933) a zahradním architektem Jacquesem Gréberem (1882–1962).
Výstava dala mimo jiné v 60. letech vznik jménu art deco, podle svého názvu Exposition Internationale des Arts Décoratifs et Industriels Modernes.
S pomocí architekta José Marquese da Silvy (1869–1947), který načrtl první návrhy vily a parku, Carlos Alberto Cabral postupně poskládal dohromady různé pohledy a poznámky ke konstrukci. Ve svém plánu chtěl ponechat pouze jádro pozemku, tedy již existující zahrady. Gréber některé jeho náčrty později využil pro návrh parku a zahrad.

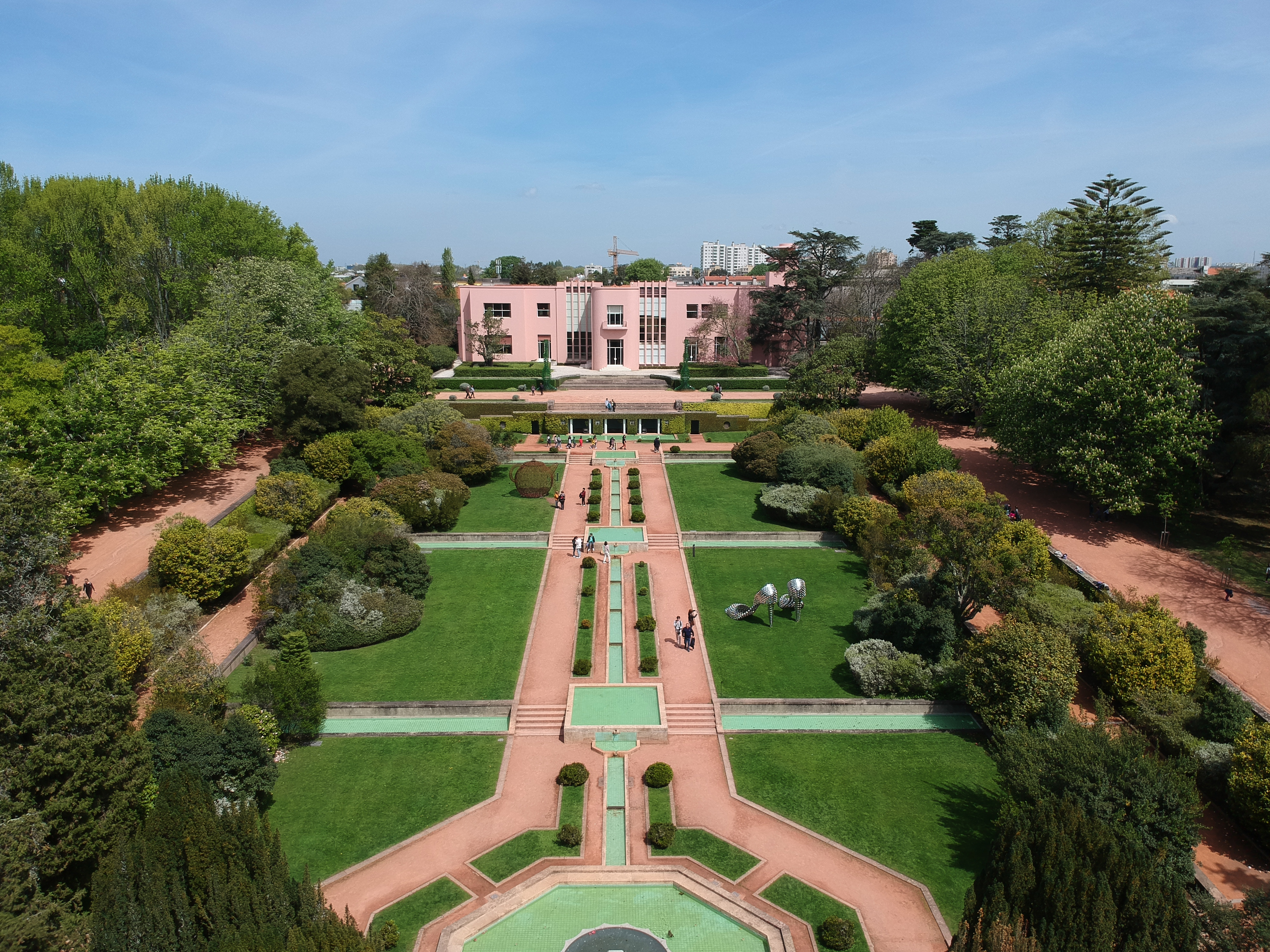
Vila Casa de Serralves a přilehlý park

Gréber je autorem návrhů několika zahrad v Evropě a Severní Americe. Jeho plány pro Serralves pocházejí z roku 1932. Zahradní plány založil i na prvním konceptu Marquese da Silvy, který řekl, že "převažujícím pravidlem je vždy navrhnout takovou zahradu, která se dokonale doplňuje s domem".
Po téměř dvaceti letech byly pozemky Quinta de Serralves dokončeny v polovině 40. let. Carlos Alberto Cabral se do domu i se svou ženou Blanche Daubin nastěhoval v roce 1944. Jakožto nonkonformní příslušník portské buržoazie a nadšenec do francouzské kultury spojil v neplánovaných etapách řadu činitelů, přičemž Serralves byl obrazem a reprezentací své doby a jejích aspirací. Vila Casa de Serralves je považována za jeden z největších úspěchů Josého Marquese da Silvy.
Avšak v poválečném prostředí byl Cabral nucen v roce 1955 majetek prodat, jelikož se nezvládl přizpůsobit průmyslovému pokroku. Velká část kusů nábytku byla prodána do aukcí a dodnes není pohromadě. Nový majitel Delfim Ferreira (1888–1960) se zavázal, že vzhled domu nijak nepozmění, což nakonec dodržel.
Stejně jako Carlos Alberto, i Delfim Ferreira zdědil a posílil textilní průmysl po svém otci, Narcisu Ferreirovi, jehož kariéra začala prací prostého pracovníka v továrně na textil a dovedla ho až na pozici jednoho z největších průmyslníků v severním Portugalsku na konci 19. století. Delfim Ferreira zděděný pozemek rozšířil a vložil své aktivity a investice do více odvětví, zejména do stavebnictví a přehradních prací. Na rozdíl od hraběte z Vizely dokázal překonat nástrahy nefungujícího průmyslu v rychle se měnící době pokroku. I proto Serralves slouží jako připomínka pozdní industrializace v Portugalsku a reflektuje také sociální změny, které se mezitím udály. Vila i pozemky Quinta de Serralves byly nakonec v letech 1986–87 odkoupeny státem s cílem postavit zde muzeum moderního umění. Stát se tak zasloužil o to, aby původně soukromý charakter Serralves dosáhl i veřejného významu. Ustanovená komise se zasadila o to, aby se prostory dědictví upravily pro veřejné účely. Tento proces byl dokončen 29. května 1987, kdy se vila otevřela veřejnosti.
Nadace Serralves byla právně ustanovena dne 27. června 1989 na základě výkonného nařízení č. 240-A/89. Jeho stanovy zřizují „podporu kulturních aktivit v oblasti všech umění“ a vnímají prostor vily a zahrad jako nedělitelný celek, jenž se otevírá veřejnosti. Zároveň zavazují zachovat jeho charakter, zaručit zachování principů, které stály za jeho vznikem, avšak nepodléhat zastaralému obrazu, ale snažit se spíše přizpůsobit prostor živé struktuře dané rámcem doby.
V roce 2004 byla vila zrestaurována z podnětu architekta Álvara Sizy Vieiry. Tento zásah byl nutný, jelikož s celkovou rozlohou 900 m² se 700m²m² využívalo jako výstavní prostory.

## Park Parque de Serralves

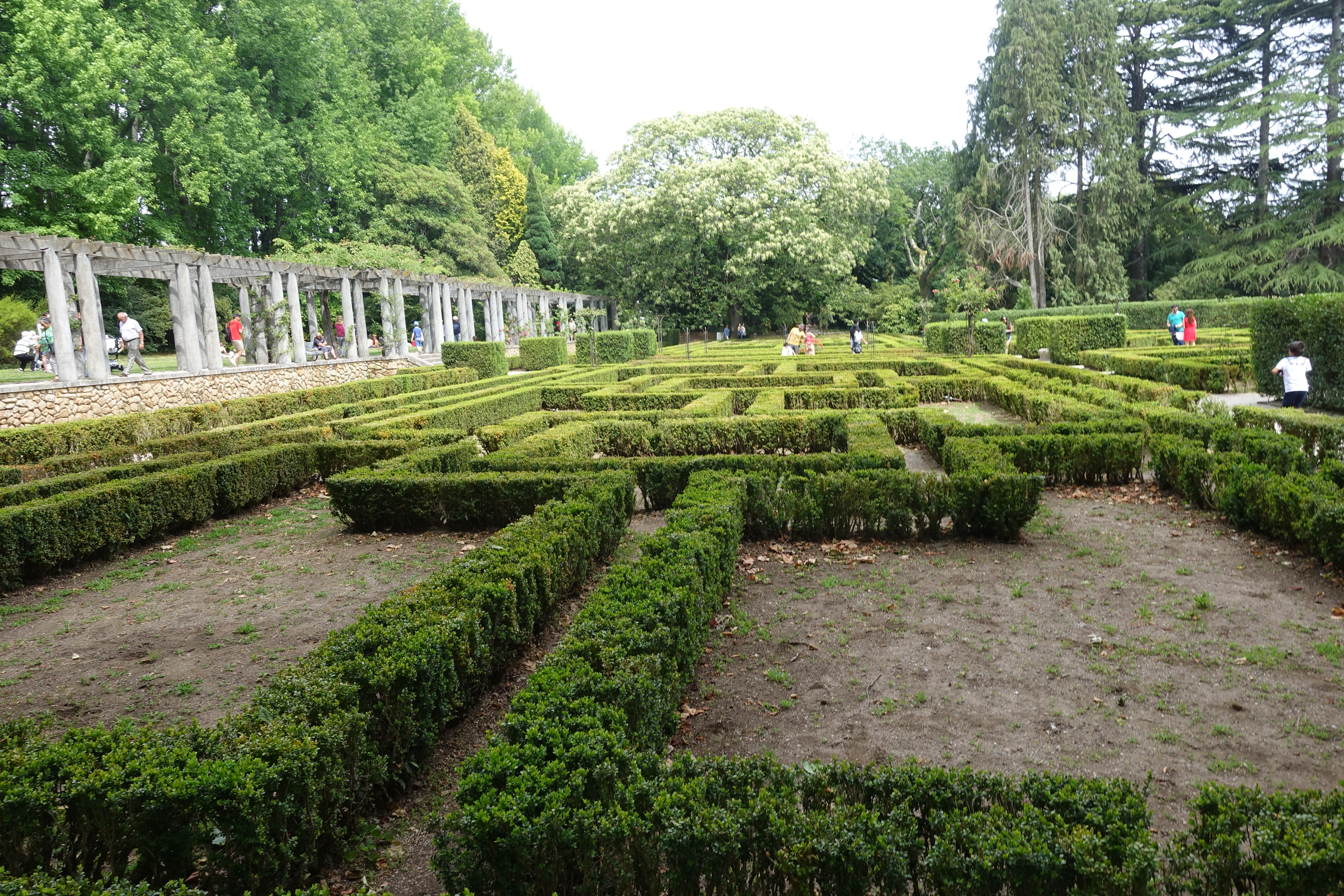
Prostory Parque de Serralves

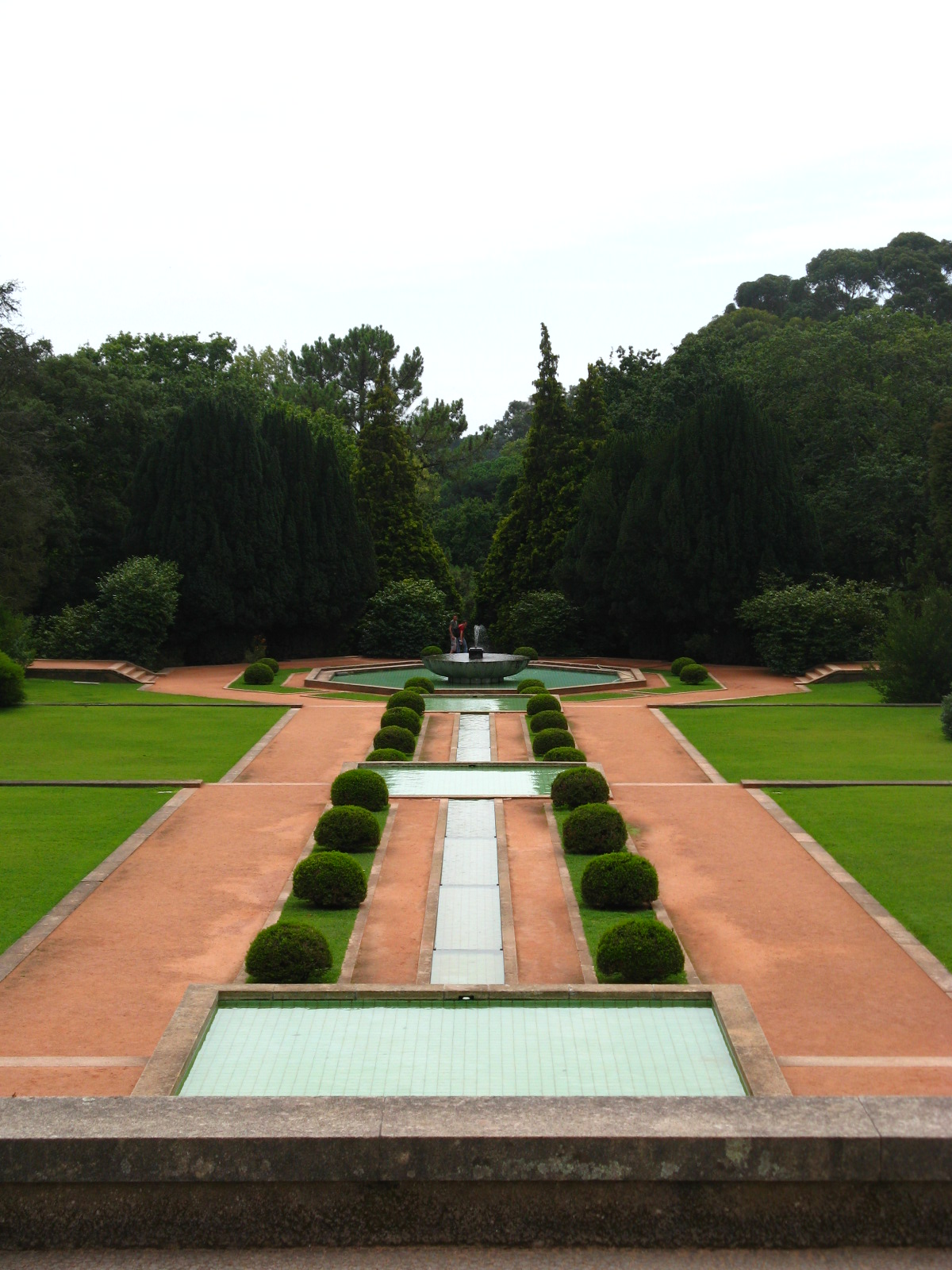
Bazén a fontána

Úpravu parku navrhl João Gomes da Silva na přibližně 18 hektarech půdy. Na místě zachoval již zde rostoucí důležité rostliny. Nový park se veřejnosti otevřel v roce 1987 a v roce 2001–2006 prošel významnou renovací. V parku jsou vystaveny sochy například od Claese Oldenburga, Dana Grahama, Fernanda Gomese, Richarda Serry či Veita Stratmanna.
Vila Casa de Serralves se nachází na jednom z nejvyšších míst pozemku a majestátně se tyčí nad parkem, který se rozprostírá před ní i po obou stranách. Cesta/promenáda před ní sleduje dlouhou podélnou osu, která se táhne až k fontáně. Tento centrální parter působí jako prvek kontinuity mezi geometrickými liniemi budovy a střízlivostí jejího designu. Druhá, kratší osa, vyznačená dlouhou ambroňovou alejí, je navržena v pravém úhlu k centrálnímu parteru. Alej vede na osmiúhelníkovou mýtinu, která je obrácena do ulice a k hlavnímu vchodu na pozemek. Na západní straně budovy se velké dveře/okno přízemního salonu otevírá do bočního parteru, což naznačuje kontinuitu mezi vnitřními a vnějšími prostory. Zahrada je díky velkým oknům všudypřítomným prvkem vily v přízemí, zatímco okna v prvním patře nabízejí panoramatický výhled na park, což umožňuje lépe pochopit prostory a jejich vzájemné vztahy.
Budova sleduje přibližně osu západ-východ, přičemž je hluboce propojena se zahradou. Ze zahrady, která obepíná vilu ze zadní strany, mohou návštěvníci pozorovat rozsáhlou fasádu, která shlíží na ulici Rua de Serralves. Hlavní vstup tvoří půlkruhové rozšíření vnější stěny rámované pod skleněnou stříškou. Do vily lze také vstoupit bočním vchodem, který vede skrz malou terasu mezi hlavní budovou a kaplí. Z ulice působí budova navenek poměrně střízlivým a uzavřeným dojmem. Naproti tomu fasáda s výhledem do zahrady obsahuje široká nebo dlouhá obdélníková okna, která doprovázejí rytmus střízlivých geometrických linií, jež určují celkovou formu a objem budovy. Vila je celkově dokladem stylu art deco, který přišel do módy s Mezinárodní výstavou dekorativního umění a moderního průmyslu v Paříži v roce 1925 (Exposition Internationale des Arts Décoratifs et Industriels Modernes). Hrabě z Vizely se na této výstavě seznámil mimo jiné také s Jacquesem Gréberem, který navrhl původní plány zahrady.

## Festival Serralves em Festa
Serralves em Festa je největší festival současné kultury v Portugalsku a jeden z největších v Evropě – každý rok v různých částech Serralves probíhají stovky různých aktivit, a to 50 hodin v kuse, které se nějakým způsobem pojí s uvažováním o životním prostředí a krajině, což je také jedno z hlavních hesel Nadace Serralves.
V průběhu let se festival stal událostí, kterou si portugalští i zahraniční návštěvníci nenechají ujít. V roce 2019 překonal rekord v návštěvnosti s počtem přes 264 tisíc návštěvníků.
Festival počítá se všemi věkovými kategoriemi, což odráží pestrý výběr aktivit: hudba, tanec, divadlo, performance a moderní cirkusová čísla, výstavy v Muzeu moderního umění, kino, video, fotografie a nespočet workshopů.